# Gruppo Sportivo Fiamme Oro
Le Gruppo Sportivo Fiamme Oro (en italien, Groupe sportif des Flammes Or) est le club sportif de la Police nationale italienne. Fondé en 1954, il comprend 41 disciplines sportives. Pour l'athlétisme, son centre sportif et siège social est à Padoue.